# Trbounje
Trbounje (olaszul: Trebocconi, Tribullio) falu Horvátországban Šibenik-Knin megyében. Közigazgatásilag Drnišhez tartozik.

## Fekvése
Knintől légvonalban 19, közúton 26 km-re délnyugatra, községközpontjától légvonalban 5, közúton 8 km-re északnyugatra, Dalmácia középső részén fekszik.

## Története
A település területe már az ókorban lakott volt. Ezt igazolják a „Crkvica” nevű határrászén feltárt római villagazdaság és a mellette levő 4. – 6. századi ókeresztény szakrális épületegyüttes romjai. A templomtól mintegy háromszáz méterre délre Brakus településrésznél megtalálták a középkori település temetőjének maradványait is. Területét 1522-ben foglalta el a török. 1683-ban a velencei hadak szabadították fel a török uralom alól. 1797-ben a Velencei Köztársaság megszűnésével a Habsburg Birodalom része lett. 1806-ban Napóleon csapatai foglalták el és 1813-ig francia uralom alatt állt. Napóleon bukása után ismét Habsburg uralom következett, mely az első világháború végéig tartott. A falunak 1857-ben 468, 1910-ben 844 lakosa volt. Az első világháború után előbb a Szerb Királyság, majd rövid ideig az Olasz Királyság, ezután a Szerb-Horvát-Szlovén Királyság, majd Jugoszlávia része lett. 1991-ben lakóinak 99 százaléka horvát volt. A délszláv háború során még ez évben elfoglalták a szerb csapatok és a Krajinai Szerb Köztársasághoz csatolták. A horvát hadsereg 1995 augusztusában a Vihar hadművelet során foglalta vissza a települést. 2011-ben a településnek 225 lakosa volt.

## Lakosság
| Lakosság változása | Lakosság változása | Lakosság változása | Lakosság változása | Lakosság változása | Lakosság változása | Lakosság változása | Lakosság változása | Lakosság változása | Lakosság változása | Lakosság változása | Lakosság változása | Lakosság változása | Lakosság változása | Lakosság változása | Lakosság változása |
| ------------------ | ------------------ | ------------------ | ------------------ | ------------------ | ------------------ | ------------------ | ------------------ | ------------------ | ------------------ | ------------------ | ------------------ | ------------------ | ------------------ | ------------------ | ------------------ |
| 1857               | 1869               | 1880               | 1890               | 1900               | 1910               | 1921               | 1931               | 1948               | 1953               | 1961               | 1971               | 1981               | 1991               | 2001               | 2011               |
| 468                | 588                | 536                | 592                | 644                | 844                | 844                | 971                | 1.207              | 1.193              | 1.070              | 868                | 585                | 487                | 259                | 225                |

## Nevezetességei
Trbounje Čupići nevű településrészén az Oklaj-Miljevci út mellett a „Crkvica” nevű helyen oratóriummal és keresztelőkápolnával rendelkező ókeresztény bazilika alapfalai találhatók. Feltárása 1999 és 2002 között történt, ez alapján az épületegyüttes két fázisban épült. Az első fázis építési idejét a 4. század végére és az 5. század elejére, a második fázisát a 6. századra, a bizánci uralom idejére teszik. A templom falába építve számos ókori kőtöredék is előkerült, melyek a szomszédos római villagazdaság falaiból származnak. Az épületet egykor színes freskók díszítették, melyek töredékei, valamint az egykori keresztelőmedence maradványai szintén előkerültek.